# Catalaanstalige Wikipedia
De Catalaanstalige uitgave van Wikipedia is een online encyclopedie. In het Catalaans wordt de encyclopedie Viquipèdia genoemd. Op 13 november 2020 had de Catalaanstalige Wikipedia 662.137 artikelen.

## Geschiedenis
Op 16 maart 2001 maakte Jimmy Wales bekend dat hij Wikipedia's wilde maken in verschillende talen en dat er speciale aandacht was voor een Catalaanstalige uitgave. De eerste tests werden gedaan op Duitstalige Wikipedia en een paar minuten later werd de Catalaanstalige Wikipedia gecreëerd, als derde versie van Wikipedia na de Engels- en de Duitstalige. Deze Wikipedia had einde mei 2012 al meer dan 375.000 artikelen, twee jaar later waren het er bijna 430.000. Sedert 2008 krijgt ze de volle steun van de vereniging Amical Wikimedia die door voordrachten en acties allerlei doelgroepen (studenten, scholen, culturele en wetenschappelijke instituties, besturen) stimuleert om met het project mee te werken.

## Erkenning
In 2013 kreeg de Catalaanstalige Wikipedia de Premi 31 de desembre van het Obra Cultural Balear voor zijn bijdrage aan de normalisering van de taal. Ze was ook in 2014 een van de drie kandidaten voor de eerste prijs Martí Gasull i Roig van het Plataforma per la Llengua.